# Mentzelia pterosperma
Mentzelia pterosperma är en brännreveväxtart som beskrevs av Alice Eastwood. Mentzelia pterosperma ingår i släktet Mentzelia och familjen brännreveväxter. Inga underarter finns listade i Catalogue of Life.